# Dicranoweisia fastigiata
Dicranoweisia fastigiata är en bladmossart som beskrevs av Jean Édouard Gabriel Narcisse Paris 1896. Dicranoweisia fastigiata ingår i släktet snurrmossor, och familjen Dicranaceae. Inga underarter finns listade i Catalogue of Life.